# Sasayama
Sasayama (篠山市 -shi) é uma cidade japonesa localizada na província de Hyogo.
Em 2003 a cidade tinha uma população estimada em 46 296 habitantes e uma densidade populacional de 122,60 h/km². Tem uma área total de 377,61 km².
Recebeu o estatuto de cidade a 1 de Abril de 1999.